# Gijsbertus Johannes van Overbeek
Gijsbertus Johannes van Overbeek (Dordrecht, 19 juli 1882 – Rotterdam, 25 februari 1947) was een Nederlandse illustrator, kunstschilder, tekenaar en boekbandontwerper. Hij werkte tot 1947 in Hillegersberg.  
Hij had een opleiding aan de Academie voor Beeldende Kunsten in Rotterdam. 
Hij maakte schilderijen van havengezichten, landschappen, stadsgezichten maar vooral werd hij bekend door zijn tientallen werken met afbeeldingen van werkende paarden zoals een paard of paarden voor een kar. 
Hij was ook voor verschillende uitgeverijen zoals het Nederlands Boekhuis en J.M. J.M. Bredée werkzaam als illustrator en boekbandontwerper. Hij maakte tevens illustraties voor het kindermaandblad Ons Thuis van Henriëtte Dietz en Katharina Leopold.
Van Overbeek was lid van de kunstenaarsvereniging de Onafhankelijken in Amsterdam. 

## Afbeeldingen

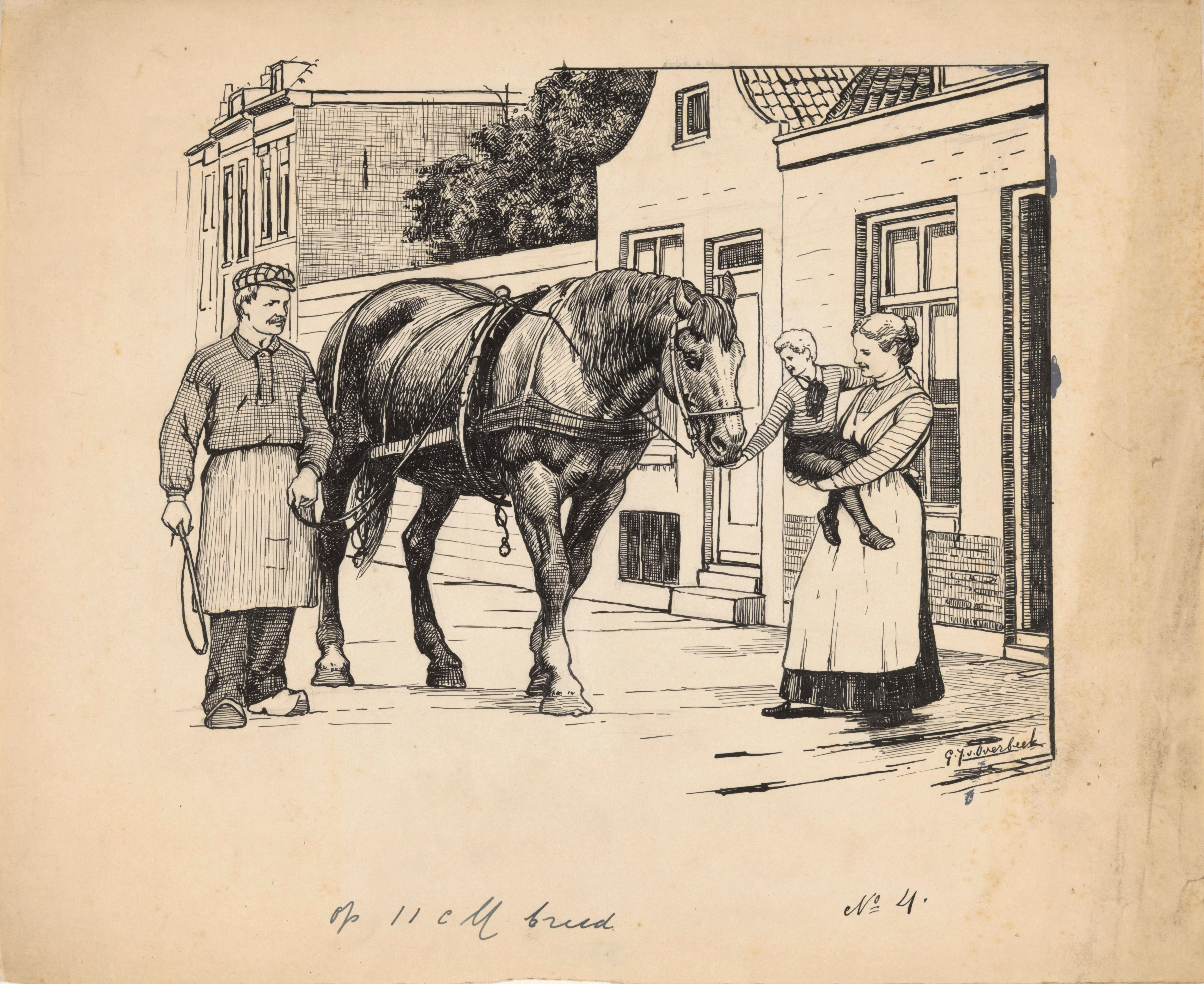
Jongen aait een werkpaard
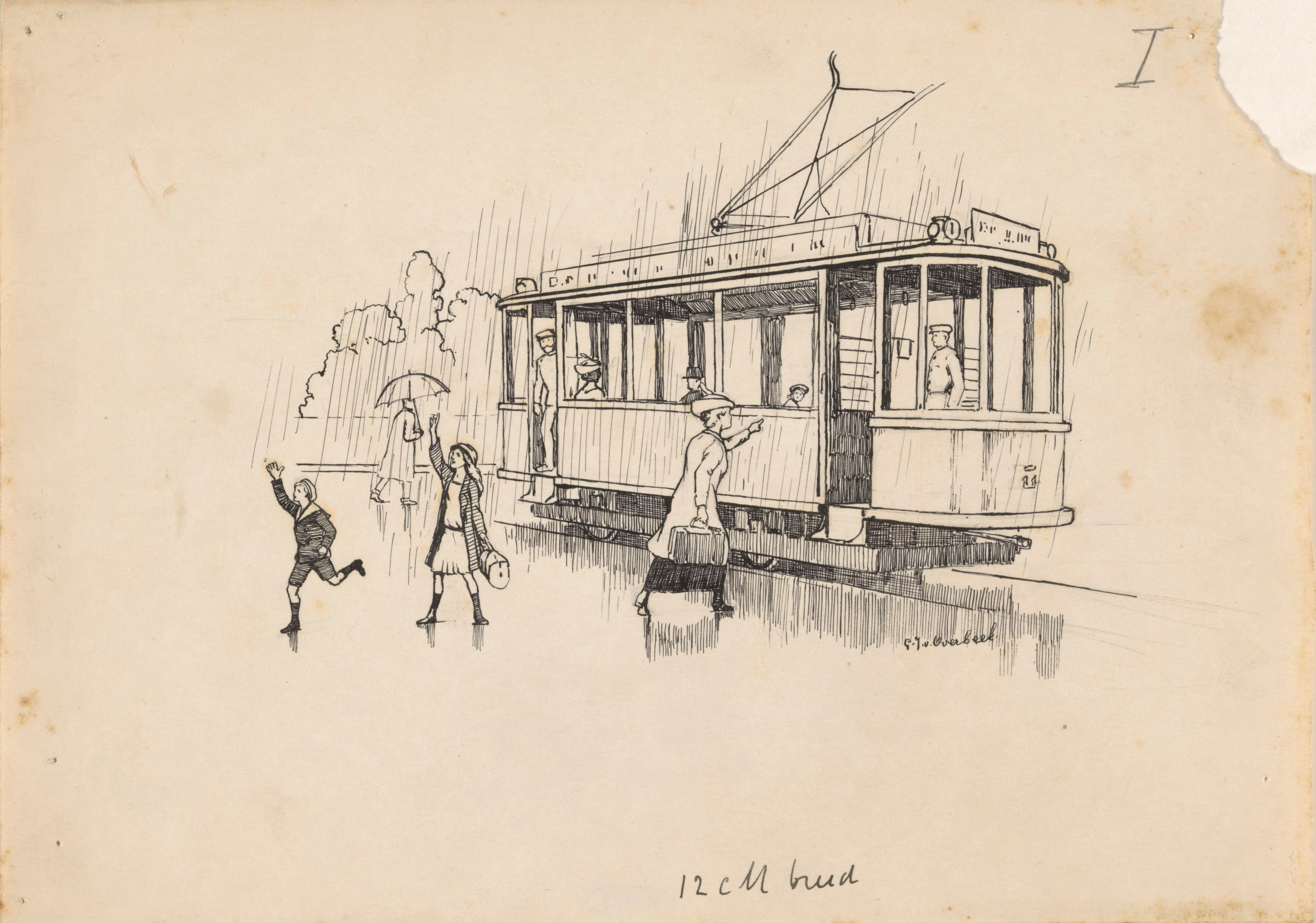
Vrouw houdt een tram aan in de regen
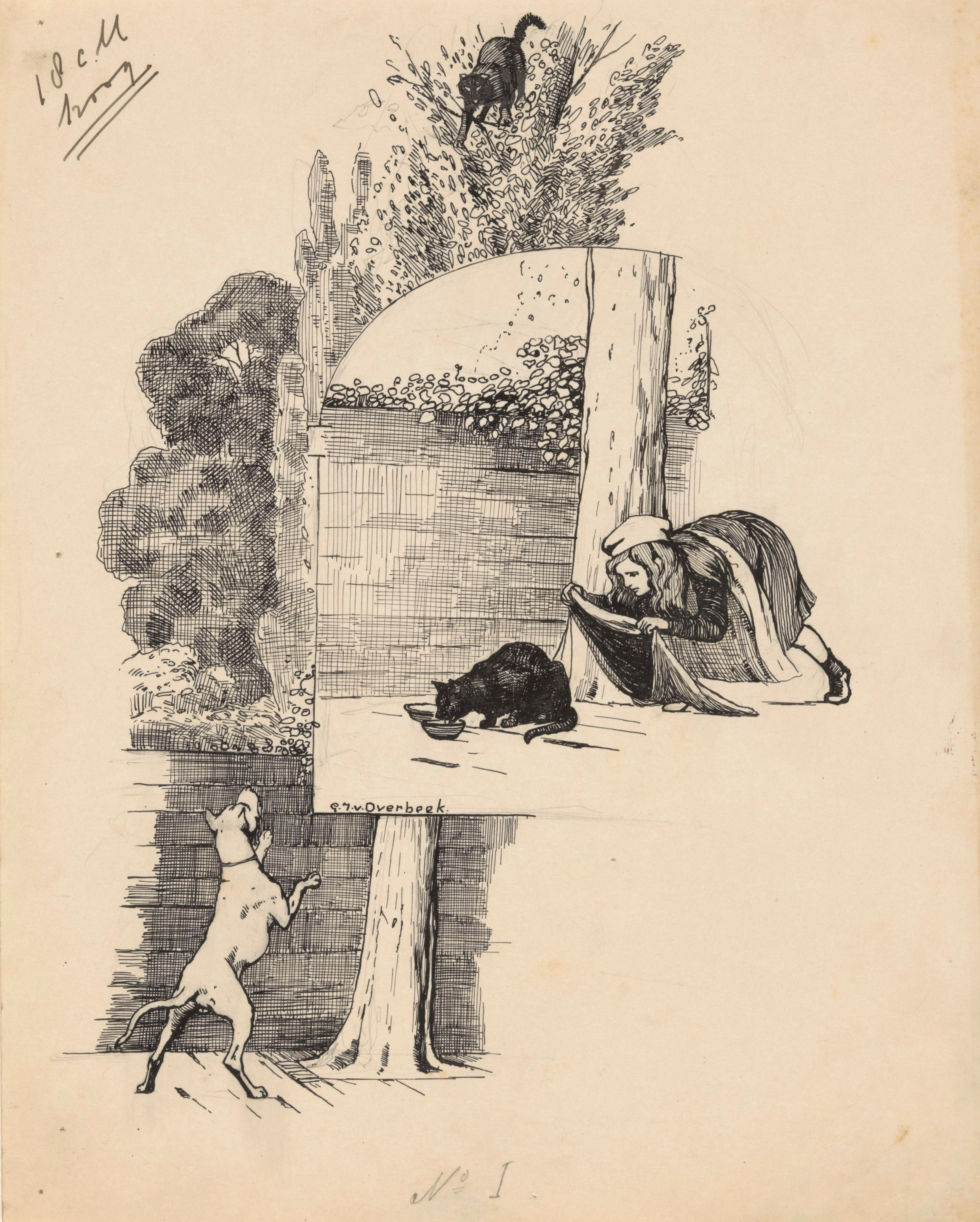
Meisje probeert een kat te vangen
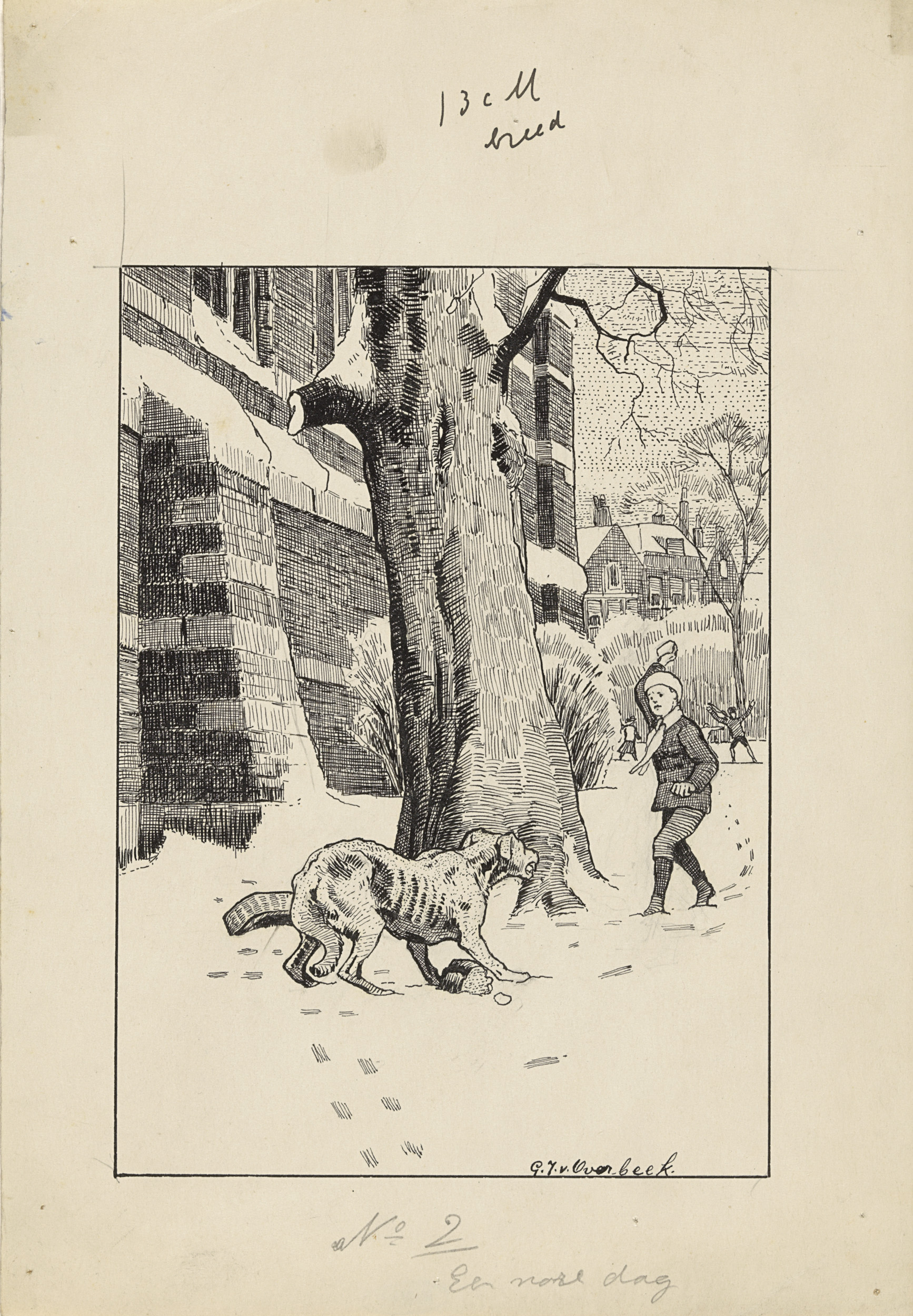
Jongen gooit een sneeuwbal
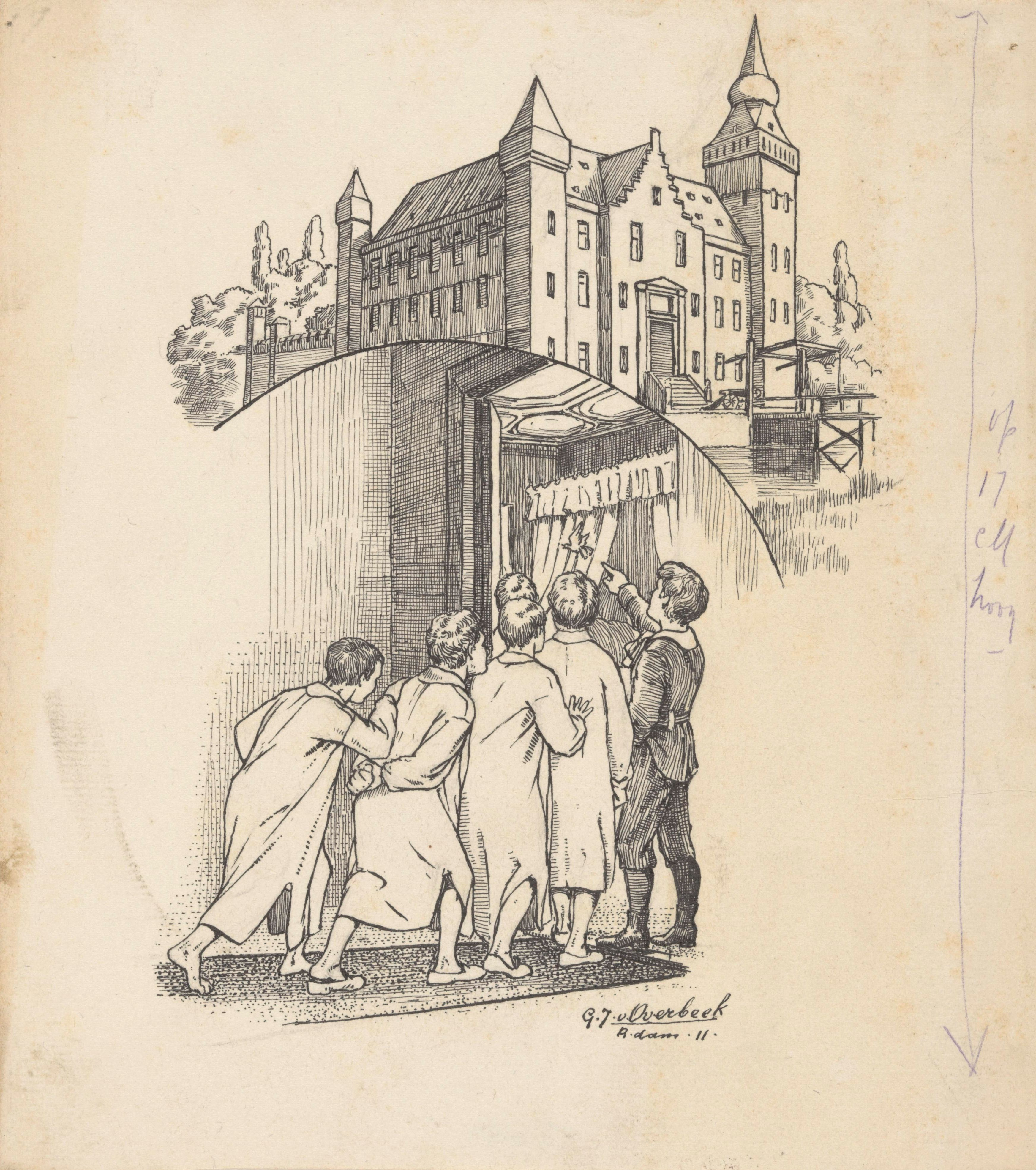
Kasteel en jongens met een vogel